# Aneesh Chaganty
Aneesh Chaganty (Redmond, 30 gennaio 1991) è un regista e sceneggiatore statunitense di origini indiane.

## Biografia
Chaganty è nato a Redmond (Washington) da genitori originari di Andhra Pradesh, India, che si trasferirono negli Stati Uniti negli anni ottanta. È cresciuto a San Jose, California, dove dal 2005 al 2009 ha studiato alla Valley Christian High School. Chaganty si è laureato alla USC School of Cinematic Arts nel 2013 con una laurea in produzione cinematografica e televisiva.
Nel 2014 realizza il cortometraggio di due minuti Seeds, uno spot di Google Glass diventato presto virale su internet con oltre 1 milione di visualizzazioni su YouTube in 24 ore. Dopo il suo successo, Chaganty è stato invitato a far parte del team di Google 5 presso il Google Creative Lab di New York, dove ha trascorso due anni a sviluppare, scrivere e dirigere spot pubblicitari di Google.
Nel 2018 scrive e dirige il suo primo lungometraggio Searching. Il film è stato presentato in anteprima al Sundance Film Festival 2018, dove ha ottenuto diversi riconoscimenti, tra cui il Premio Alfred P. Sloan. Nel 2020 dirige il thriller Run, con protagonista Sarah Paulson.

## Filmografia

### Regista
- The Sound of Evanescence (2008) - cortometraggio
- Alibi (2011) - cortometraggio
- Monsters (2012) - cortometraggio
- Microeconomics (2012) - cortometraggio
- Adventure, Wisconsin (2012) - cortometraggio
- Google Glass: Seeds (2014) - cortometraggio
- Searching (2018)
- Run (2020)

### Sceneggiatore
- The Sound of Evanescence (2008) - cortometraggio
- Alibi (2011) - cortometraggio
- Monsters (2012) - cortometraggio
- Adventure, Wisconsin (2012) - cortometraggio
- Google Glass: Seeds (2014) - cortometraggio
- Searching (2018)
- Run (2020)